# Kristopher Vida
Kristopher Vida (Boedapest, 23 juni 1995) is een Hongaars voetballer die doorgaans als aanvaller speelt. Hij tekende in februari 2020 een contract bij Piast Gliwice, dat hem overnam van DAC 1904 Dunajská Streda.

## Clubcarrière
Vida speelde in de jeugd van Budapest Honvéd tot hij die in juli 2011 op zestienjarige leeftijd verruilde voor die van FC Twente. Hij tekende een driejarig opleidingscontract en kwam achtereenvolgens uit voor de B1 en A1 van de voetbalacademie FC Twente en Jong FC Twente. Vida debuteerde op 7 augustus 2013 in de Eerste divisie in een wedstrijd tussen tussen Jong FC Twente en FC Oss. In de eerste helft van het seizoen kwam hij voornamelijk als invaller in actie. Daarna veroverde hij een basisplaats als spits en scoorde hij vier keer.
FC Twente verlengde in de zomer van 2014 het aflopende contract van Vida niet, waarop hij transfervrij vertrok naar BV De Graafschap. Dat was op dat moment eveneens actief in de Eerste divisie. Hij speelde in het volgende seizoen 32 competitiewedstrijden en promoveerde vervolgens middels de play-offs 2015 met de club naar de Eredivisie.
Vida tekende in juni 2016 een contract tot medio 2019 bij Dunajská Streda, op dat moment actief in de Fortuna Liga. Dat nam hem transfervrij over van De Graafschap. Eind februari 2020 ging hij naar het Poolse Piast Gliwice.

## Statistieken
| Seizoen         | Club                |                    | Competitie      | Competitie | Competitie | Beker | Beker | Internationaal | Internationaal | Totaal | Totaal |
| Seizoen         | Club                | Wed.               | Competitie      | Dlp.       | Wed.       | Dlp.  | Wed.  | Dlp.           | Wed.           | Dlp.   |        |
| --------------- | ------------------- | ------------------ | --------------- | ---------- | ---------- | ----- | ----- | -------------- | -------------- | ------ | ------ |
| 2013/14         | Jong FC Twente      | Vlag van Nederland | Eerste divisie  | 16         | 4          | -     | -     | -              | -              | 16     | 4      |
| Club totaal     | Club totaal         | Club totaal        | Club totaal     | 16         | 4          | 0     | 0     | 0              | 0              | 16     | 4      |
| 2014/15         | De Graafschap       | Vlag van Nederland | Eerste divisie  | 32         | 8          | 2     | 0     | -              | -              | 34     | 8      |
| 2015/16         | De Graafschap       | Vlag van Nederland | Eredivisie      | 21         | 1          | 1     | 0     | -              | -              | 22     | 1      |
| Club totaal     | Club totaal         | Club totaal        | Club totaal     | 53         | 9          | 3     | 0     | 0              | 0              | 56     | 9      |
| 2016/17         | DAC Dunajska Streda | Vlag van Slovenië  | Fortuna Liga    | 29         | 5          | 3     | 0     | -              | -              | 32     | 5      |
| 2017/18         | DAC Dunajska Streda | Vlag van Slovenië  | Fortuna Liga    | 29         | 6          | 1     | 1     | -              | -              | 30     | 7      |
| Club totaal     | Club totaal         | Club totaal        | Club totaal     | 58         | 11         | 4     | 1     | 0              | 0              | 62     | 12     |
| Carrière totaal | Carrière totaal     | Carrière totaal    | Carrière totaal | 127        | 24         | 7     | 1     | 0              | 0              | 134    | 25     |

Bijgewerkt t/m 29 juni 2016